# Drassodes sesquidentatus
Drassodes sesquidentatus är en spindelart som beskrevs av William Frederick Purcell 1908. Drassodes sesquidentatus ingår i släktet Drassodes och familjen plattbuksspindlar. Inga underarter finns listade i Catalogue of Life.